# Сарджент, Джон Сингер
Джон Сингер Сарджент (англ. John Singer Sargent; 12 января 1856, Флоренция — 15 апреля 1925, Лондон) — американский живописец, портретист, один из наиболее успешных художников периода Belle Époque; двоюродный брат известного ботаника Чарльза Сарджента.

## Биография
Сын врача, учился в Италии, Германии и Франции где его наставником в 1874—1878 был Эмиль Огюст Каролюс-Дюран. Ранние работы художника высоко оценил Генри Джеймс. Во Франции Сарджент сблизился с импрессионистами, теснее всего — с Клодом Моне (известна картина Сарджента Клод Моне, работающий на опушке леса). Также дружил c Робером де Монтескью, Полем Эллё. По большей части жил во Франции и Великобритании, много путешествовал по Европе, Северной Африке, Ближнему Востоку, часто бывал в Италии, не раз приезжал в США.
Сарджент оказал воздействие на формирование творческой манеры Марка Ланселота Симонса и других молодых художников начала XX века.
Похоронен в Бруквуде, графство Суррей. 

## Творчество

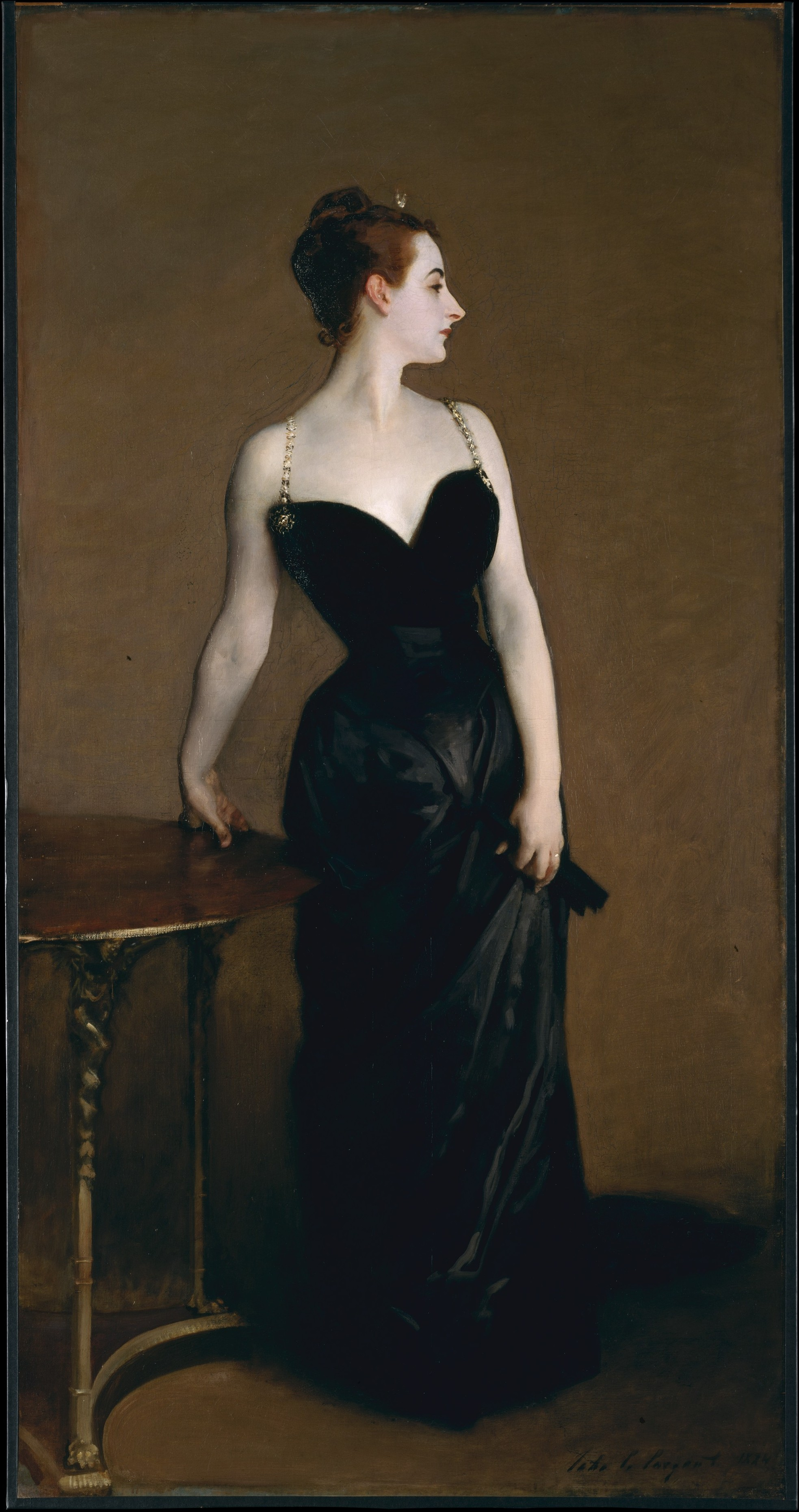
Портрет мадам Икс

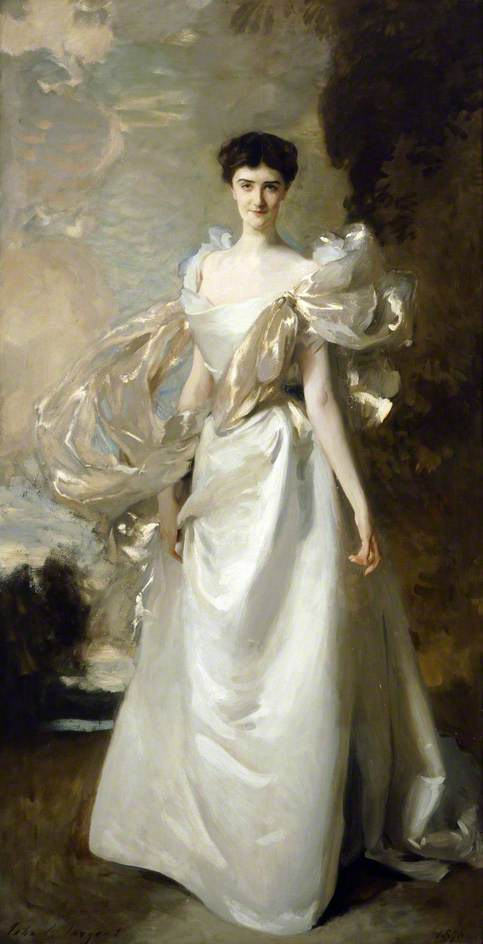
Портрет вице-королевы Индии Мэри Виктории Керзон

Сарджент — один из первых американских апатридов, художников-космополитов в Европе, денди образца Fin de siècle. Его нередко причисляют к импрессионистам, хотя образцами для него всегда оставались Веласкес, Гейнсборо, Ван Дейк (Роден даже назвал его, не без иронии, Ван Дейком нашего времени). Наиболее известен своими портретами, среди моделей которых были натурщицы Розина Феррара, Кармела Бертанья, Виржини Готро (Портрет мадам Икс), актрисы Эллен Терри и Элеонора Дузе, писательница Жюдит Готье, вице-королева Индии Мэри Виктория Керзон, художница и фотограф, меценатка и собирательница живописи Сара Сирс. Среди мужских портретов — портреты Теодора Рузвельта, Вудро Вильсона, Генри Джеймса, Роберта Льюиса Стивенсона, Уильяма Батлера Йейтса. Занимался также настенной живописью (Бостонская публичная библиотека).

## Наследие
По адресу Сарджента нередко высказывались скептически художники-импрессионисты (например, Камиль Писарро), критики из группы Блумсбери (Роджер Фрай). В 1883 году его картина «Дочери Эдварда Дарли Бойта» вызвала бурные споры среди зрительской аудитории и профессиональных критиков. Однако в 1960-е годы к Сардженту пришло широкое признание, его выставки состоялись в крупных музеях Европы и США, он достиг ранга национального и мирового классика.
Художник создал примерно 900 работ маслом, 2000 акварелей, множество графических работ. Ряд его произведений хранится в американских музеях, прежде всего — в Бруклинском музее в Нью-Йорке. В 2003 году в Нью-Йорке с большим успехом прошла выставка «Женщины Джона Сарджента».
«Портрет Роберта Луиса Стивенсона и его жены» был продан в 2004 году за 8,8 млн долларов США и находится в Музее американского искусства Crystal Bridges в Бентонвилле, штат Арканзас.
В декабре 2004 года картина «Группа с зонтиками (Сиеста)» (1905) была продана за 23,5 миллиона долларов США, что почти вдвое превысило оценку Sotheby's в 12 миллионов долларов. Предыдущая самая высокая цена за картину Сарджента составляла 11 миллионов долларов США. 

## Образ в искусстве
По картине Джона Сарджента «Портрет мадам Икс» в 2016 году был поставлен балет «Без бретельки» (хореография Кристофера Уилдона, либретто Шарлотт Уэстерна и Кристофера Уилдона по книге Деборы Дэвис, музыка М.-А. Турнажа, сценография Боба Кроули). В роли художника выступил танцовщик Эдвард Уотсон, партию его модели, Виржини Готро, исполнила Наталья Осипова (Королевский балет, Лондон).

## Художник и шахматы
Джон Сингер Сарджент был заядлым шахматистом, хотя и любителем, а не профессионалом. В свои длительные поездки он всегда брал комплект шахмат. Существует недатированный рисунок Реймонда Кросби наклонившегося Сарджента, предположительно размышляющего над шахматной доской (или по другой версии — над книгой).
Сохранились три работы художника, где представлена его любимая игра: «Игра в шахматы», «Игра в шахматы» (карандашный набросок) и «Сладкое безделье».

## Галерея

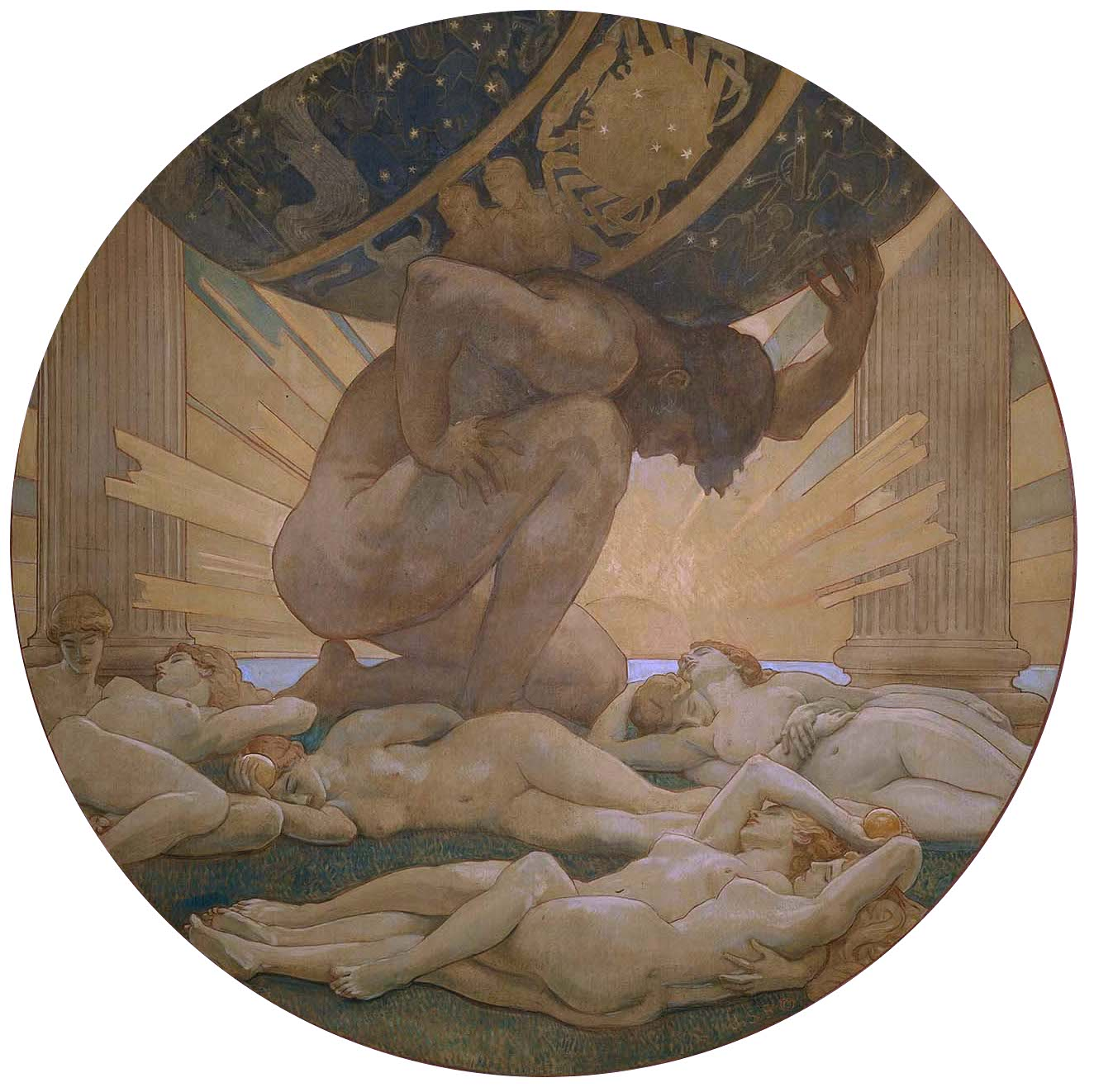
Атлас и геспериды
Египетская девушка
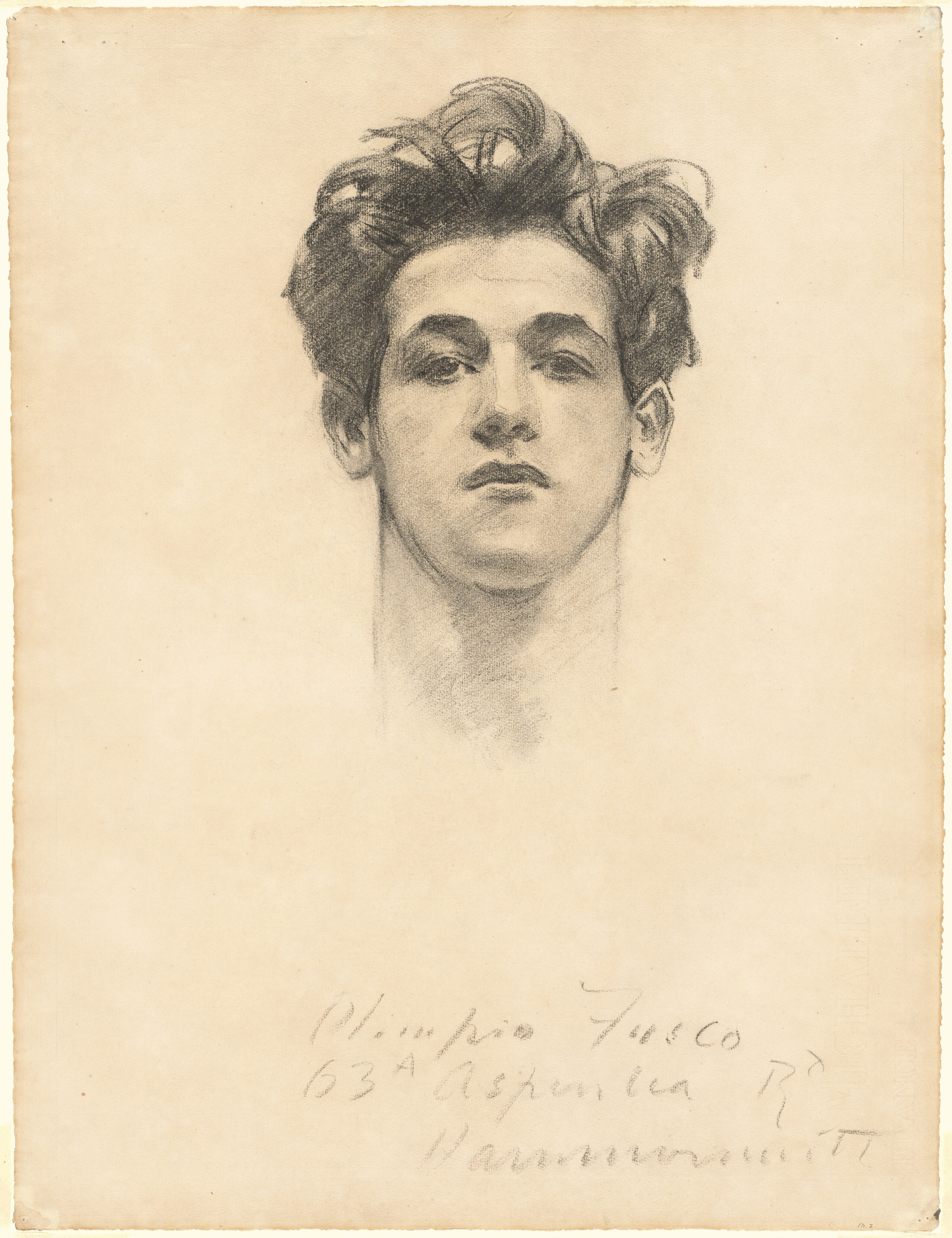
Портрет Олимпио Фуско
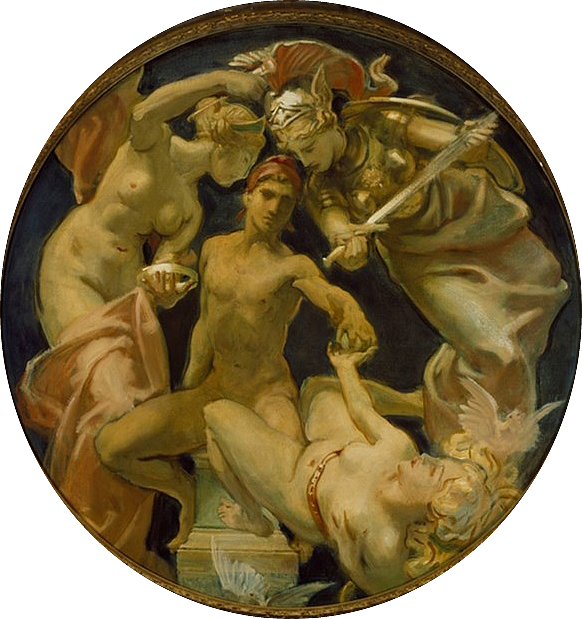
Суд Париса
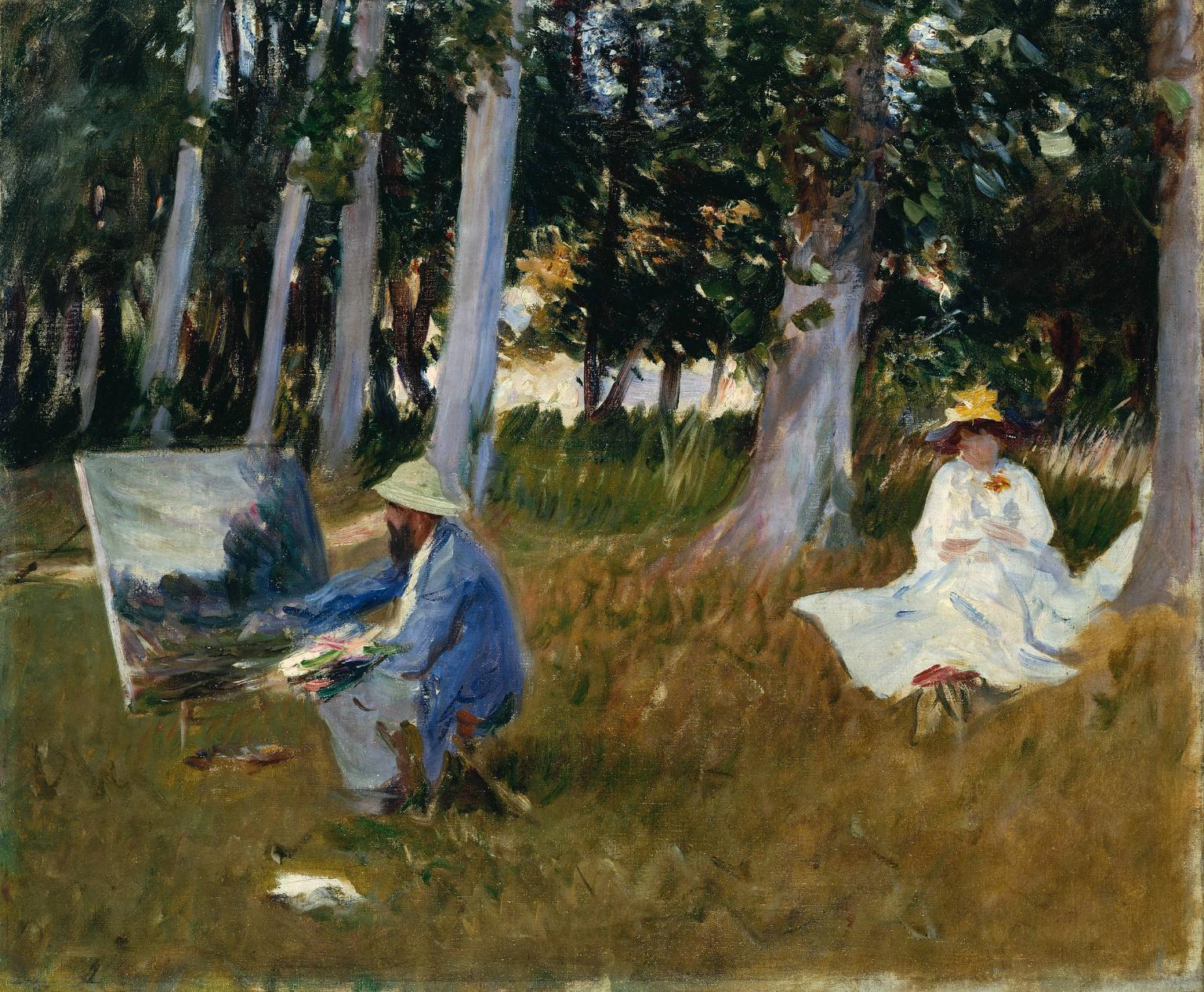
Клод Моне
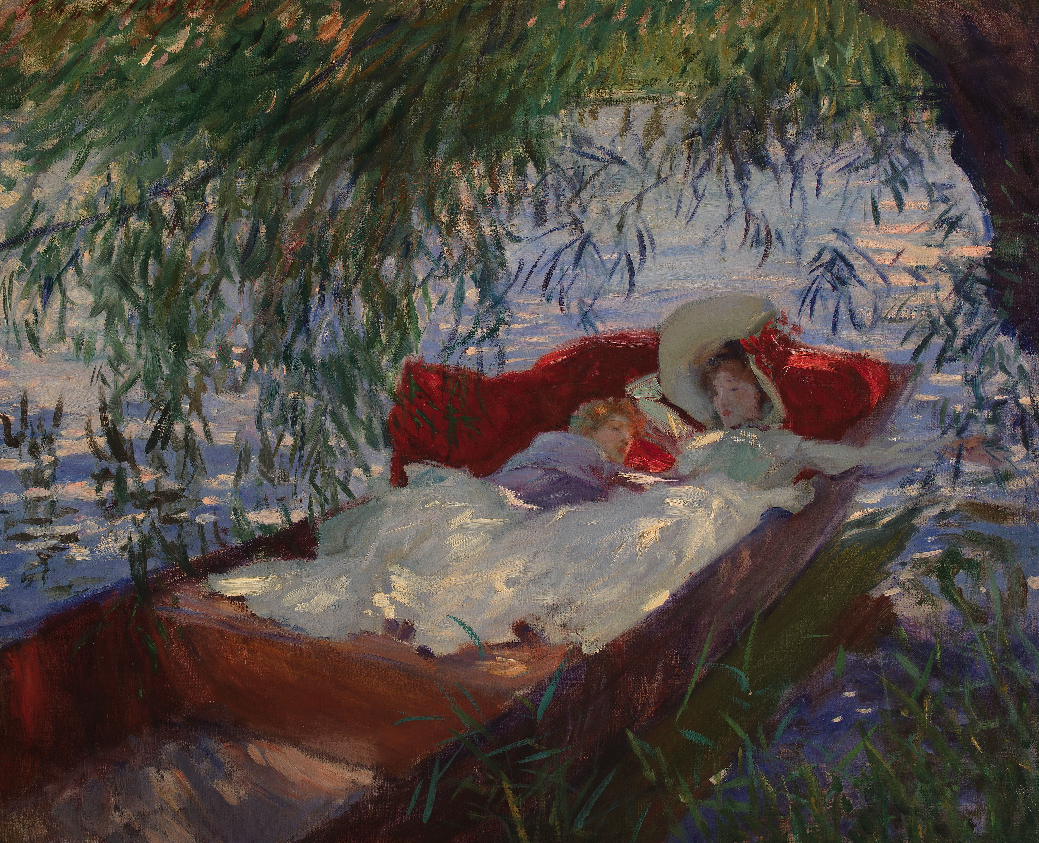
Лодка
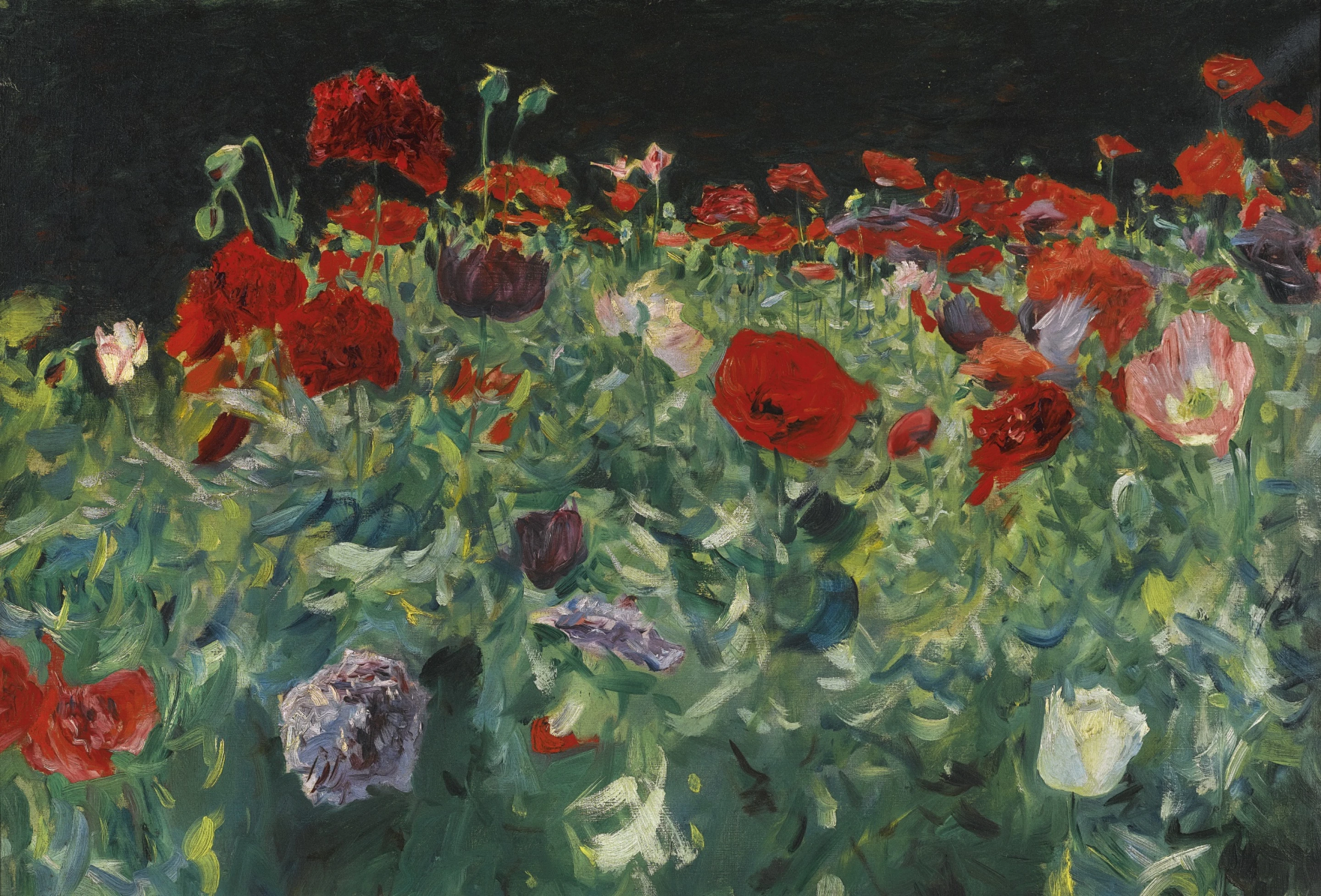
Маки
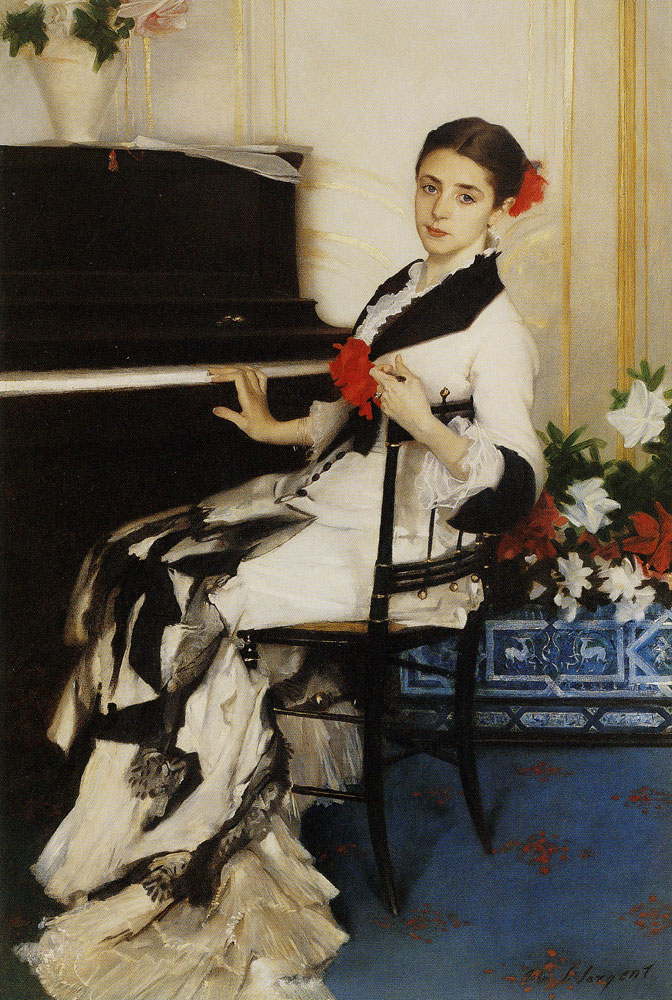
Портрет мадам Суберкасо
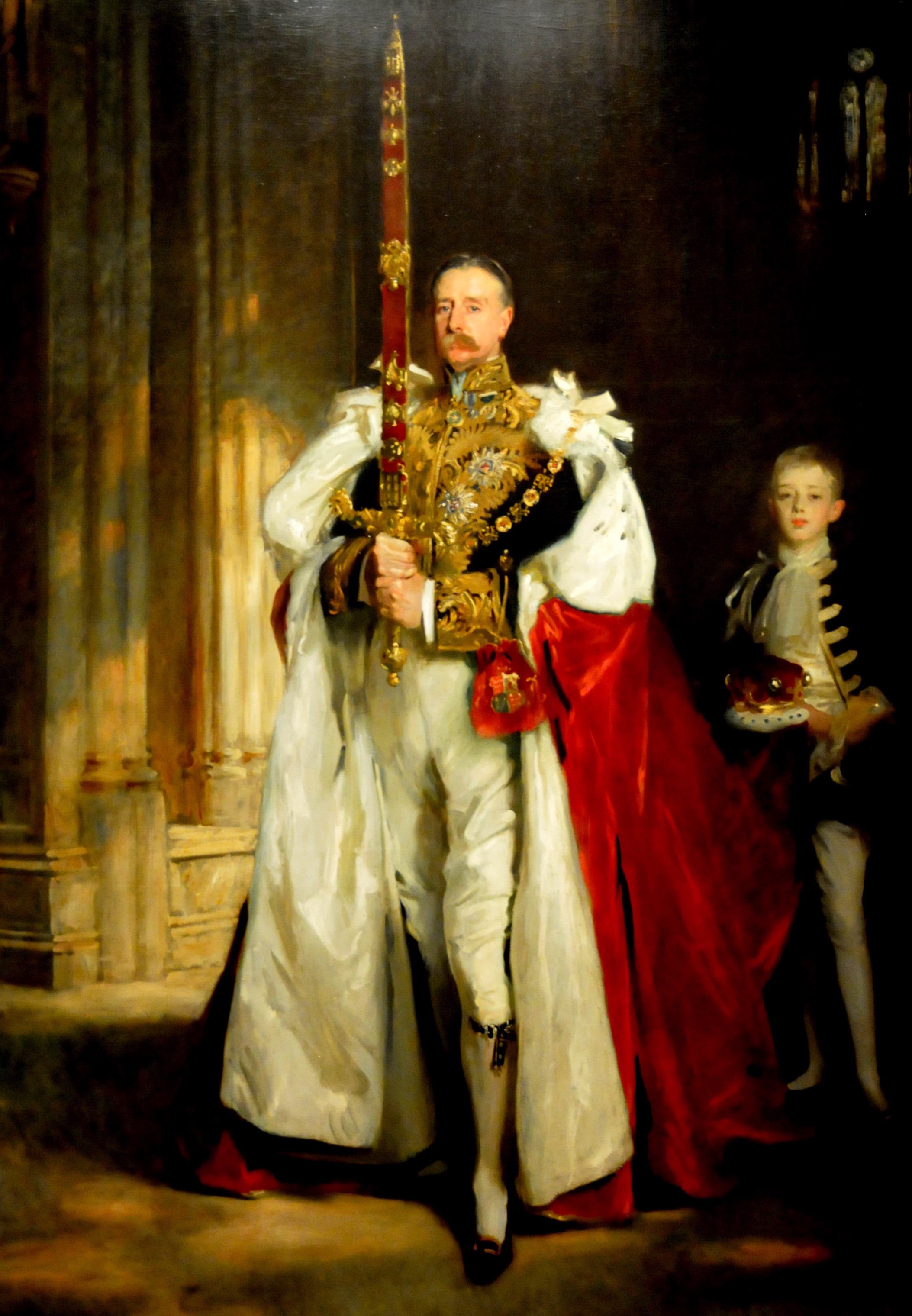
Чарльз Стюарт Вейн-Темпест-Стюарт, 6-й маркиз Лондондерри
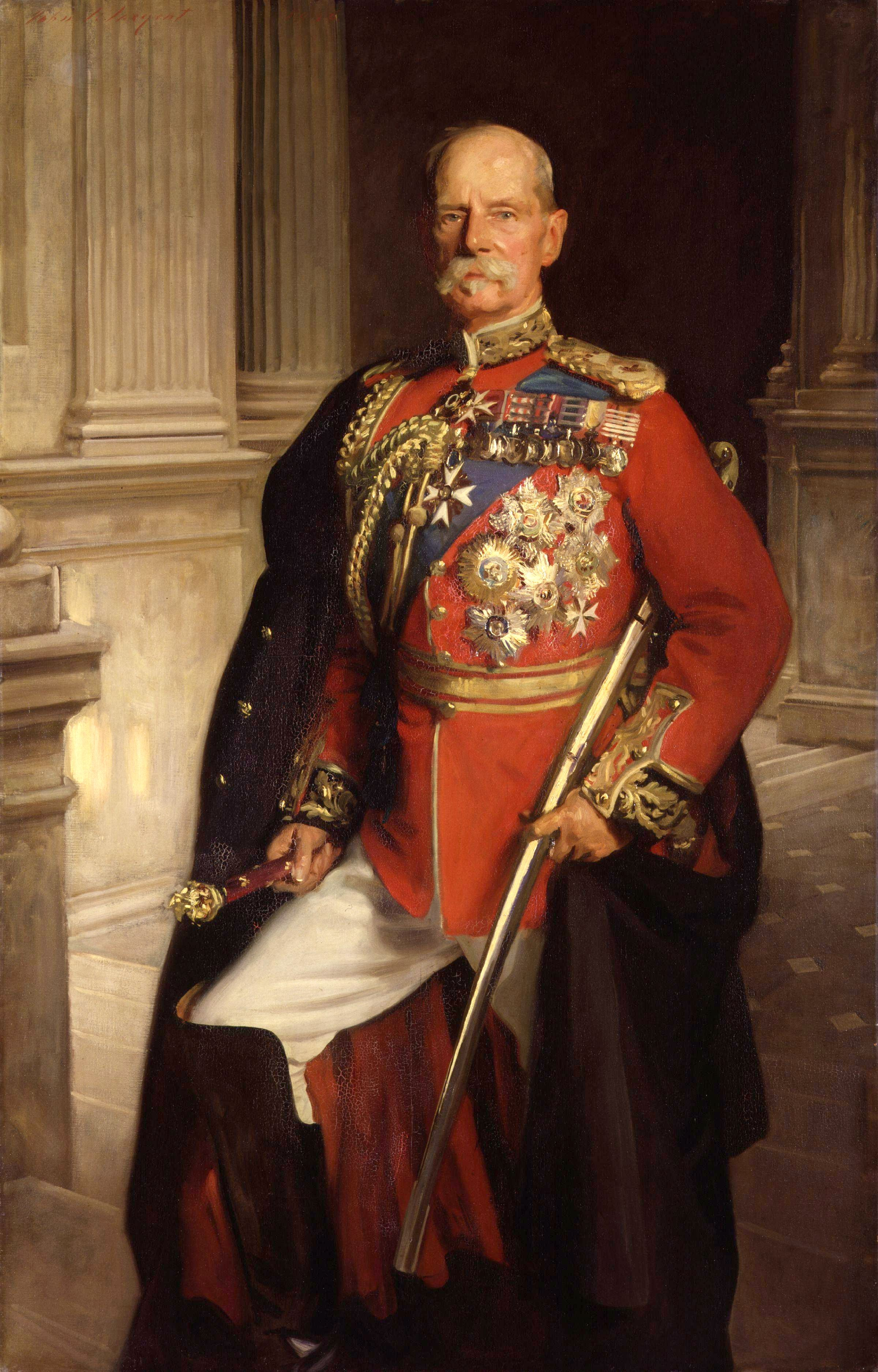
Фельдмаршал Фредерик Робертс
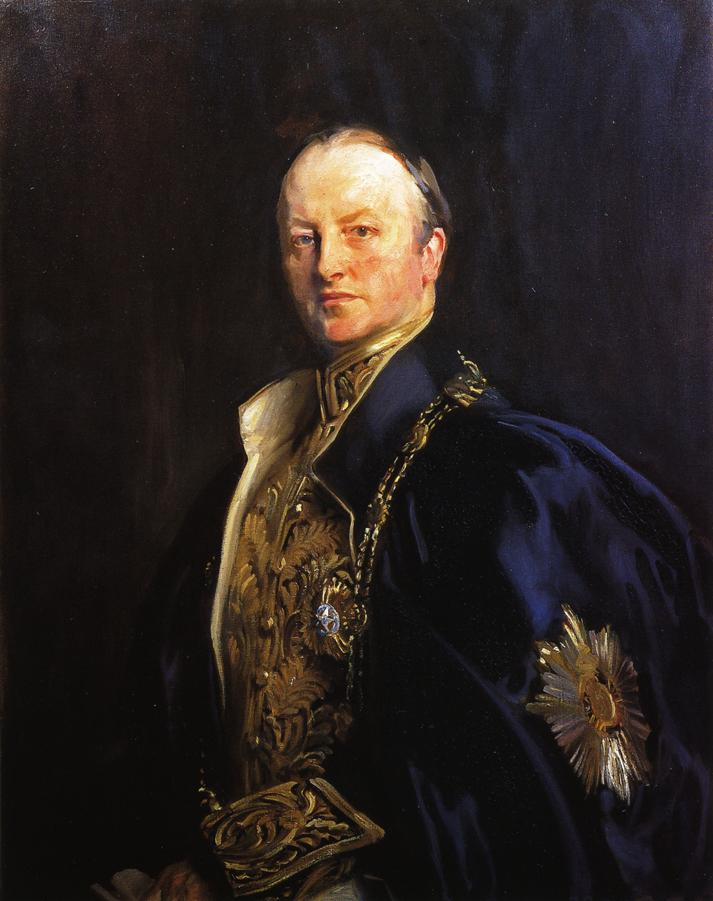
Лорд  Джордж Керзон, вице-король Индии и автор ноты Керзона
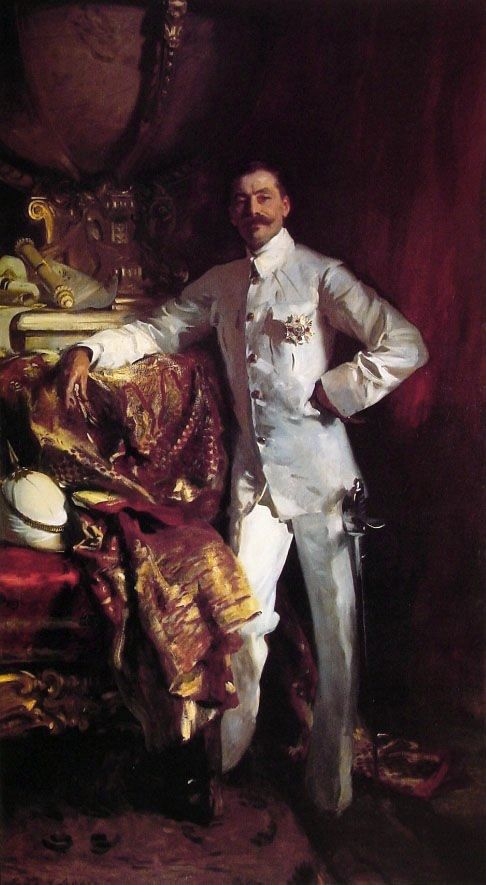
Губернатор Федеративных малайских штатов Сэр Фрэнк Светтенхэм
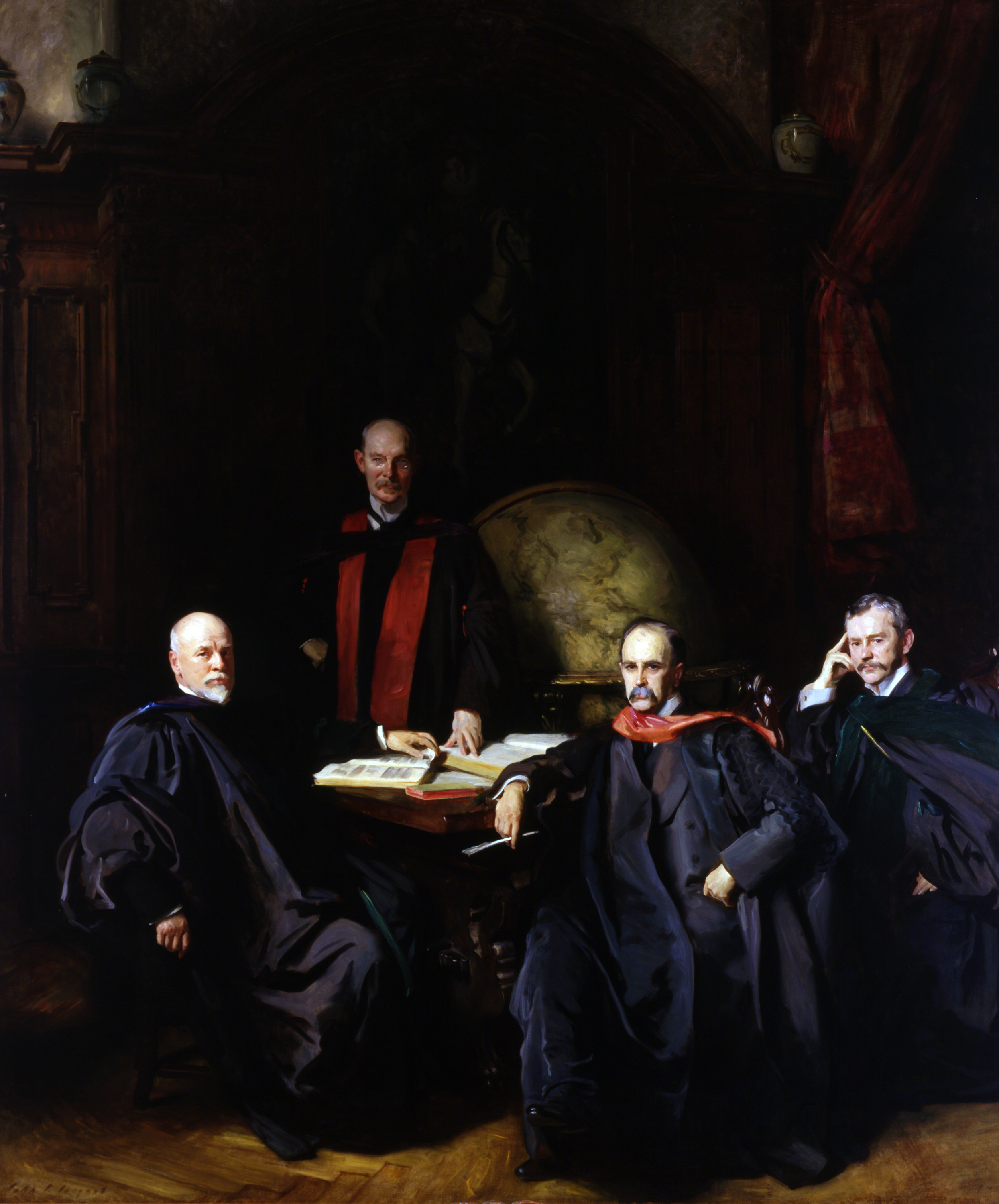
Четыре доктора (преподаватели Школы медицины университета Джонса Хопкинса: Уильям Генри Уэлч, Уильям Стюарт Холстед, Уильям Ослер и Говард Этвуд Келли)
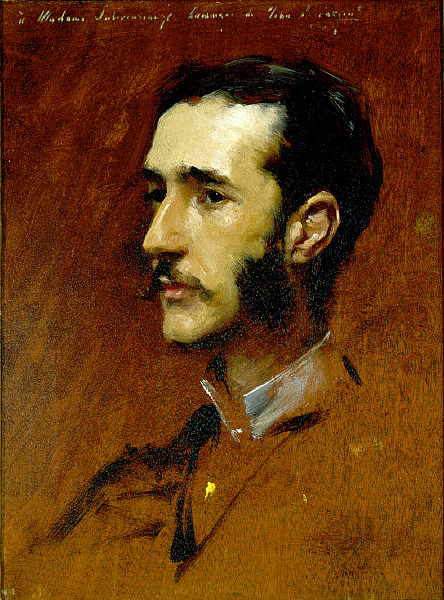
Портрет Рамона Суберкасо
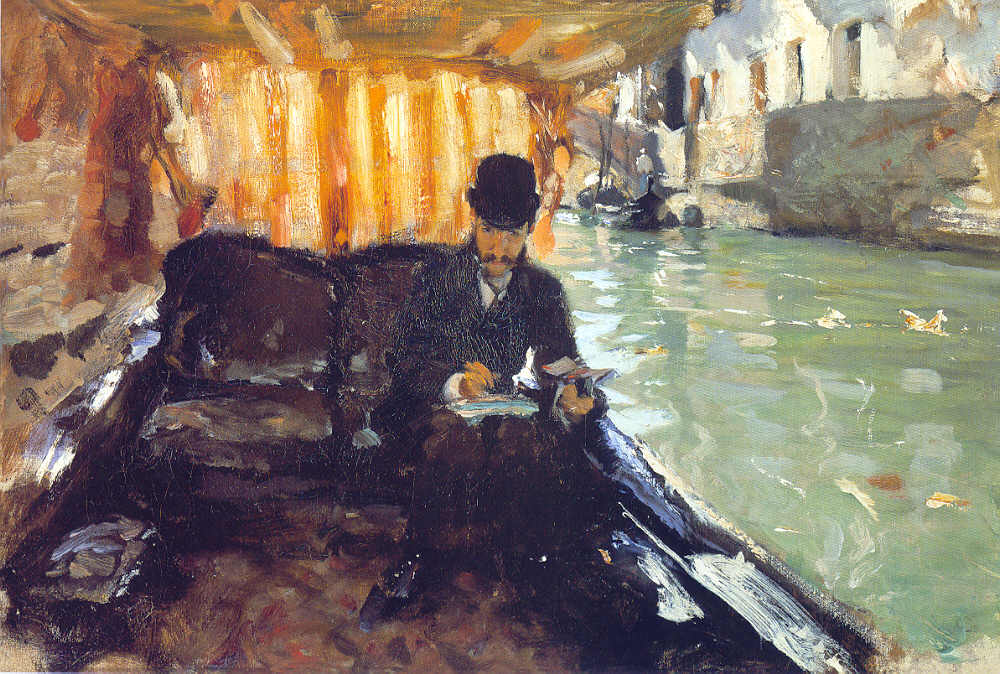
Портрет Рамона Суберкасо в венецианской гондоле.
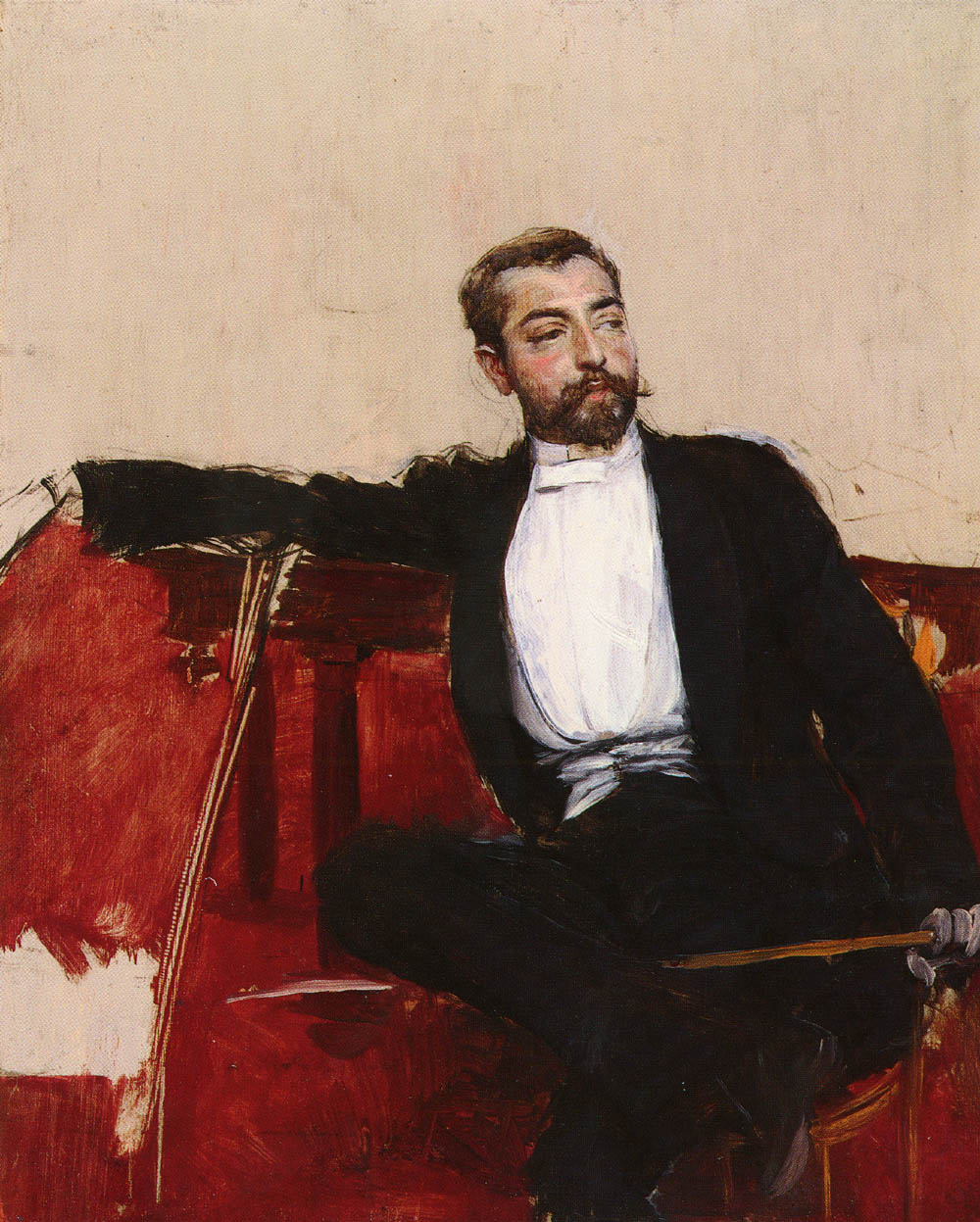
Джованни Больдини. Портрет Джона Сингера Сарджента.
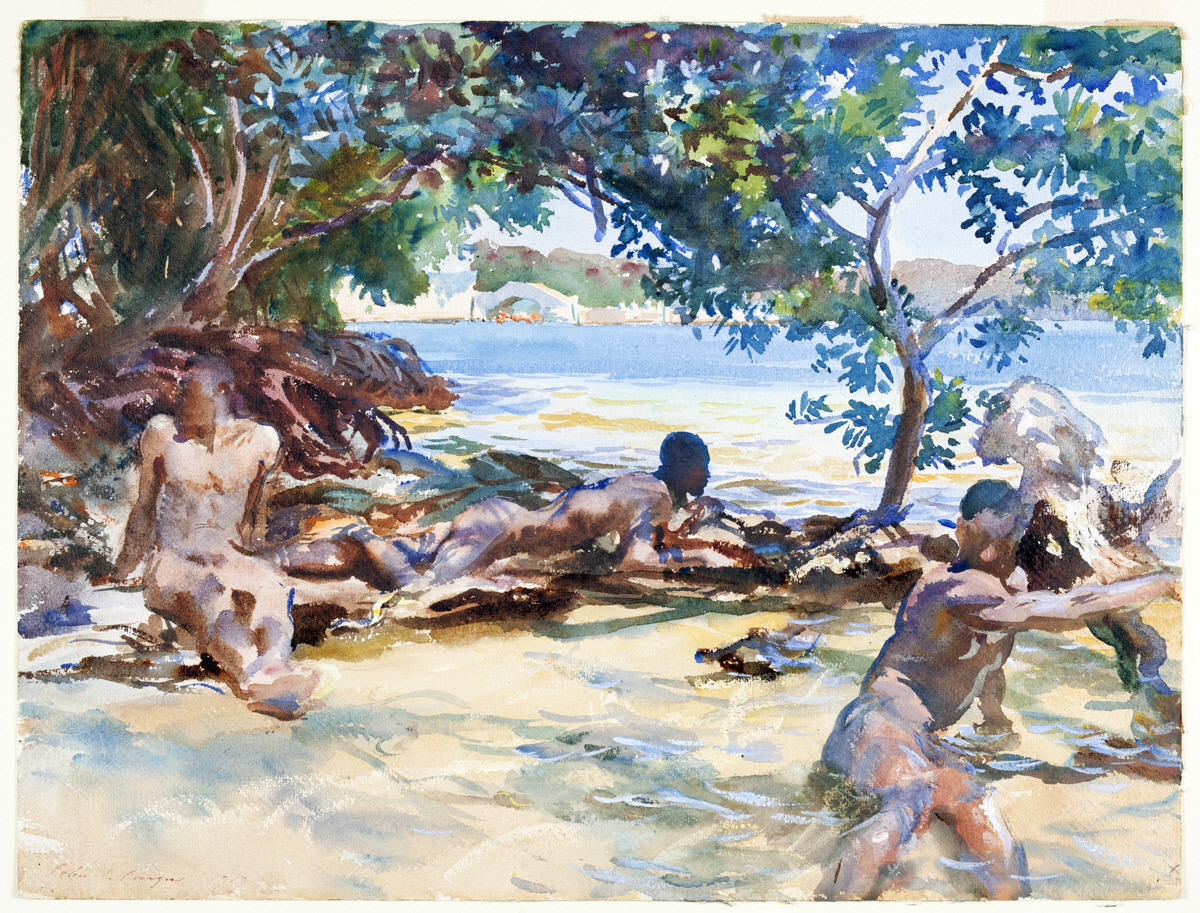
Купальщики
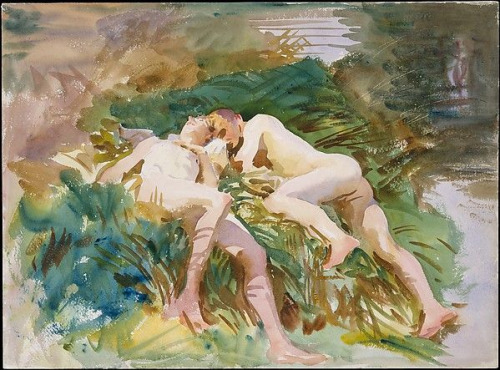
Купание с Томми
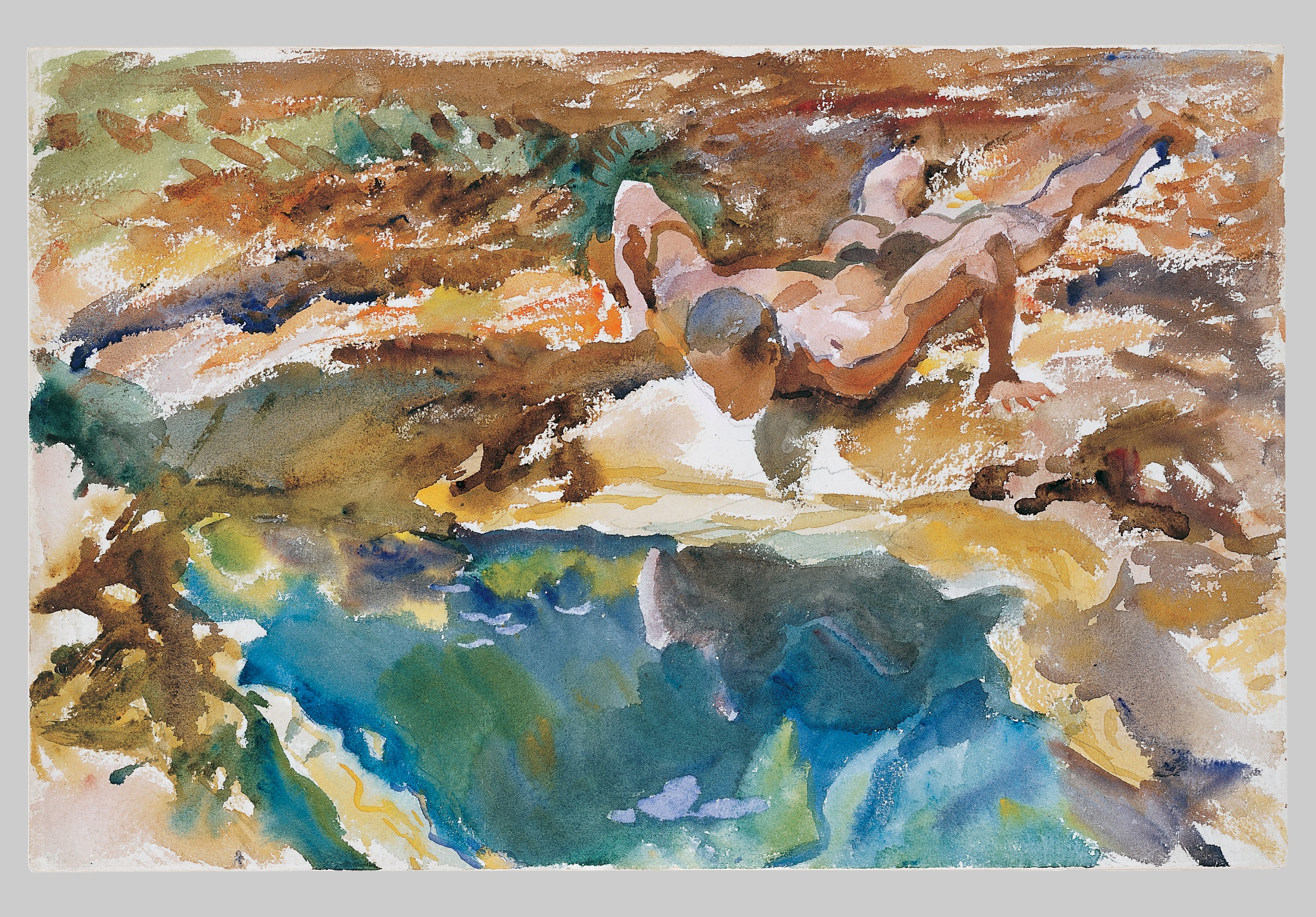
Юноша у воды
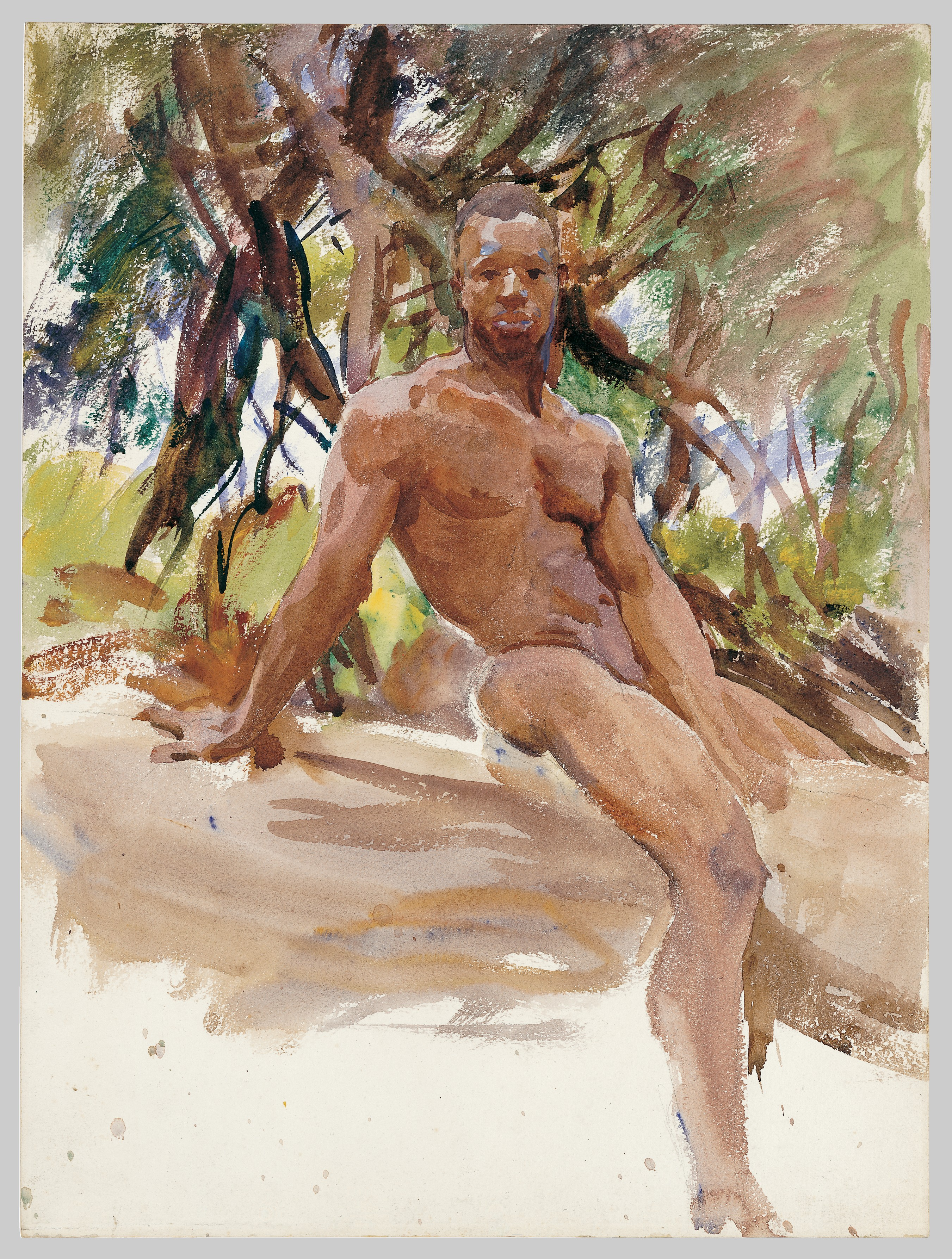
Юноша среди деревьев во Флориде